# Луї Еміль-Трейн
Луї Еміль-Трейн (фр. Louis Émile Train, 2 жовтня 1877, Сент-Етьєн — 10 жовтня 1939, Вільмомбль) — французький інженер, піонер авіації.

## Біографія
Луї Еміль-Трейн народився 2 жовтня 1877 року в місті Сент-Етьєн. Його батько — Жан Батист-Тре, механік. Мати — Джульєтта Еміль Клер Хелі, домогосподарка. Навчався у практичній школі промисловості міста Сент-Етьєн.  Після закінчення школи чотири роки працював механіком разом зі своїм батьком. Працював на заводах компанії De Dion-Bouton. У 1902 році, у місті Курбевуа, зібрав свій перший двигун. Пізніше їздив по Європі, де вдосконалював механічні навички.
У 1909 Луї знаходить своє призвання в авіації та переїжджає у військовий табір Шалон, де створює свою майстерню. Він швидко будує свій перший цілісно-металевий літак, який був монопланом з низьким центром ваги. Через два тижні отримав ліцензію пілота під номером 167.
У травні 1911 року Луї Еміль бере участь у повітряних перегонах Париж — Мадрид, під час яких він через несправність літака врізався у натовп на злітно-посадковій смузі. Серед потерпілих були: прем'єр-міністр Франції Ернест Моніс, організатор перегонів — Генрі Дойч де ла Мерт, міністр оборони Моріс Берто (загинув на місці).
Розслідування повністю виправдало Луї Еміля та визнало його майстерність та якість створеного моноплана. Спостерігачі та військові спеціалісти також похвалили літак за гарну видимість з кабіни пілота та швидкість 95 км/год.  Як результат, армія замовила п'ятнадцять літаків.
У серпні 1911 брав участі у повітряних перегонах на територіях комун Віллар (Луара) і Сен-Пріє-ан-Жаре.Тож 16 серпня 1911 він виграв приз, обіцяний пілоту який першим пролетить над ратушею Сент-Етьєна.
У 1912 році Луї Еміль відмовляється від подальших польотів, проте він створює свій третій літак із закритою кабіною. Пізніше у кооперації з компанією Astra, якій роком пізніше продав свій бізнес, створює свій перший гідроплан.
У 1914 році Луї придбав французьку компанію Lurquin-Coudert. Спочатку базуючись на виробництві малопотужних двигунів, компанія у 1924 році починає будувати двоциліндрові двигуни для мотоциклів та катерів. З 1927 року компанія виробляла мотоцикли для продажу.
Помер Луї 10 жовтня 1939 року в місті Вільмомбль. Похований на кладовищі Сантр, місто Аржантей.